# Mohammad Sammak
Mohammad Sammak (arabisch محمد السمّاك, DMG Muḥammad as-Sammāk; * 1936) ist ein libanesischer Autor und politischer Kommentator.
Sammak ist Generalsekretär des „Nationalen Komitees für islamisch-christlichen Dialog“ (للجنة الوطنية الإسلامية – المسيحية للحوار), sowie Generalsekretär des „Islamischen geistlichen Gipfels“ (للقمة الروحية الإسلامية), Libanon. Er dient auch als Berater des höchsten libanesischen Muftis, des Großmuftis Mohammad Raschid Qabbani. 2007 war einer der 138 Unterzeichner des offenen Briefes Ein gemeinsames Wort zwischen Uns und Euch, den Persönlichkeiten des Islam an „Führer christlicher Kirchen überall“ sandten.
Derzeit ist er einer der Vertreter des Islams im neunköpfigen Direktorium des König-Abdullah-Zentrum für interreligiösen und interkulturellen Dialog (KAICIID) in Wien. Zudem ist er Mitglied des wissenschaftlichen Beirates der interdisziplinären Forschungsstelle Key Concepts in Interreligious Discourses (KCID) an der Friedrich-Alexander-Universität Erlangen-Nürnberg.
2024 erhielt Sammak den Internationalen König-Faisal-Preis für Verdienste um den Islam.

## Schriften
- Die Wurzeln des Terrorismus. Gemeinschaft Ruf des Islam, Bonn 1987 (K10plus)